# حصار سفلی (خوی)
حصار سفلی روستایی است از توابع بخش مرکزی شهرستان خوی استان آذربایجان غربی ایران.

## جمعیت
این روستا در دهستان رهال قرار دارد و بر اساس سرشماری سال ۱۳۸۵ جمعیت آن ۲۰۲ نفر (۴۶ خانوار)
بوده‌است.